# Aleksandr Tcherepanov
 Aleksandr Ivanovitch Tcherepanov (en russe : Александр Иванович Черепанов) (21 novembre 1895 - 6 juillet 1984) était un officier supérieur soviétique.

## Biographie
Il est né le 21 novembre 1895 dans une famille paysanne dans le village de Kislyanskoye dans le gouvernement d'Orenbourg. Il étudie dans la ville de Kourgan et devient ouvrier d'usine à Ekaterinbourg. Il entre dans l'armée impériale russe en 1915 à Omsk. Il est diplômé d'une école d'officiers à Irkoutsk. Il combat durant la Première Guerre mondiale comme commandant de peloton dans la 8e compagnie du 56e régiment d'infanterie du Front nord de l'armée russe de  1916 à 1917.
Il rejoint les gardes rouges après la Révolution d'octobre de 1917. Il entre dans l'Armée rouge en 1918 et devient commandant du régiment durant la guerre civile russe. Il participe à la Guerre soviéto-polonaise.
En janvier 1923 il devient conseillers militaires en Chine. Il retourne en Russie en mars 1925. Il rejoint le Parti communiste de l'Union soviétique en 1926. Il participe au Conflit sino-soviétique (1929). Il retourne en Chine comme conseiller militaire dans le gouvernement de Tchang Kaï-chek à Nankin entre août 1938 et septembre 1939. 
De septembre 1941 à juillet 1944 il commande la 23e armée (Union soviétique). De juin à août 1944 l'armée participe à la Offensive Vyborg–Petrozavodsk contre l'armée finlandaise. En juillet 1944 elle participe à la Bataille de Tali-Ihantala.
En novembre 1944 il devient vice-président de la Commission de contrôle alliée en Bulgarie. En mai 1947 il devient président de la Commission de contrôle alliée en Bulgarie. En mai 1948 il est responsable de l'Institution supérieure d'éducation militaire pour les travaux de recherche. 
Il décède le 6 juillet 1984 à Moscou. Il a été enterré sur la place des combattants tombés à Pskov.